# Ruta del Alba

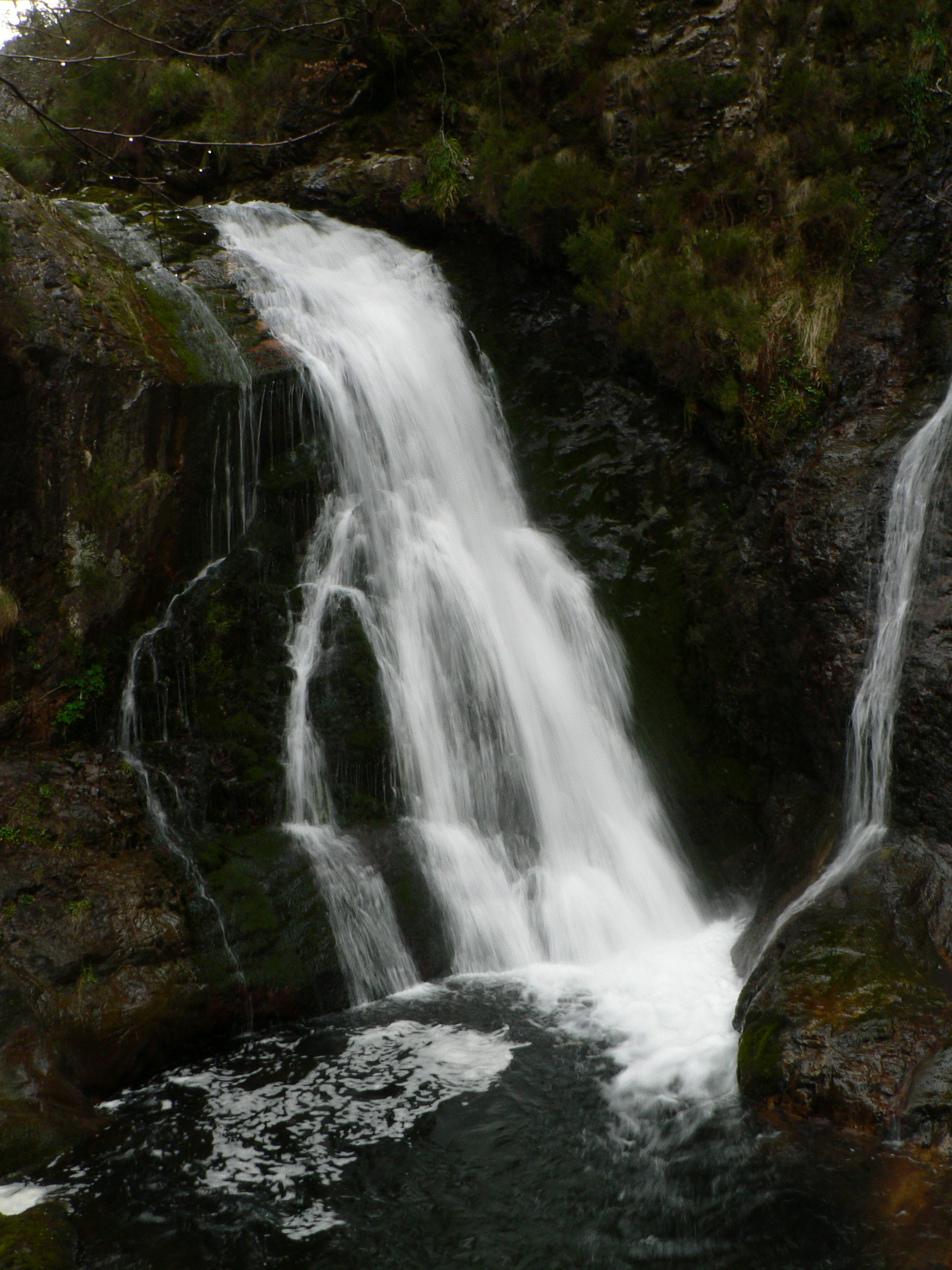
Una de las numerosas cascadas del río Alba y que se pueden apreciar en la ruta homónima.

La ruta del Alba es el sendero de Pequeño Recorrido PR-AS 62, ubicado en el concejo de Sobrescobio en Asturias (España) e incluido en el Lugar de Importancia Comunitaria del parque natural de Redes.
Sigue el recorrido de la vieja pista minera del camino de Llaímo de 7 km que a su vez es fiel al cauce del río Alba, río del que toma la ruta su nombre. La ruta del Alba comienza en Soto de Agües (San Andrés de Agües), junto a un lavadero y atraviesa las Foces de Llaímo en el monte del mismo nombre y termina en la Cruz de los Ríos en donde, en medio de la vega, hay un antiguo refugio de caza. 
Esta ruta está catalogada como un monumento natural (Decreto 44/2001, de 19 de abril), y está incluida en la Zona de Especial Protección para las Aves de Redes y en la Reserva de la Biosfera de Redes por su fauna que incluye: como flora representativa: hayas, tilos, tejos y escuernacabras, así como musgos y líquenes y como fauna: nutrias, águilas reales, mirlos acuáticos y truchas.